# Нью-Блумінгтон (Огайо)
Нью-Блумінгтон (англ. New Bloomington) — селище (англ. village) в США, в окрузі Меріон штату Огайо. Населення — 413 особи (2020).

## Географія
Нью-Блумінгтон розташований за координатами 40°35′1″ пн. ш. 83°18′45″ зх. д. / 40.58361° пн. ш. 83.31250° зх. д. (40.583696, -83.312524).  За даними Бюро перепису населення США в 2010 році селище мало площу 1,14 км², уся площа — суходіл.

## Демографія
Згідно з переписом 2010 року, у селищі мешкало 515 осіб у 191 домогосподарстві у складі 140 родин. Густота населення становила 452 особи/км².  Було 214 помешкання (188/км²).
Расовий склад населення:
| - 93,6 % — білих - 0,4 % — чорних або афроамериканців - 0,2 % — корінних американців - 0,2 % — азіатів - 2,5 % — осіб інших рас |

До двох чи більше рас належало 3,1 %. Частка іспаномовних становила 14,4 % від усіх жителів.
За віковим діапазоном населення розподілялося таким чином: 25,2 % — особи молодші 18 років, 64,9 % — особи у віці 18—64 років, 9,9 % — особи у віці 65 років та старші. Медіана віку мешканця становила 35,2 року. На 100 осіб жіночої статі у селищі припадало 122,9 чоловіків;  на 100 жінок у віці від 18 років та старших — 115,1 чоловіків також старших 18 років.
Середній дохід на одне домашнє господарство  становив 35 448 доларів США (медіана — 29 375), а середній дохід на одну сім'ю — 36 440 доларів (медіана — 31 786). Медіана доходів становила 30 536 доларів для чоловіків та 35 764 долари для жінок. За межею бідності перебувало 24,8 % осіб, у тому числі 36,1 % дітей у віці до 18 років та 17,3 % осіб у віці 65 років та старших.
Цивільне працевлаштоване населення становило 138 осіб. Основні галузі зайнятості: виробництво — 33,3 %, сільське господарство, лісництво, риболовля — 28,3 %, освіта, охорона здоров'я та соціальна допомога — 17,4 %.